# Laura de Noves

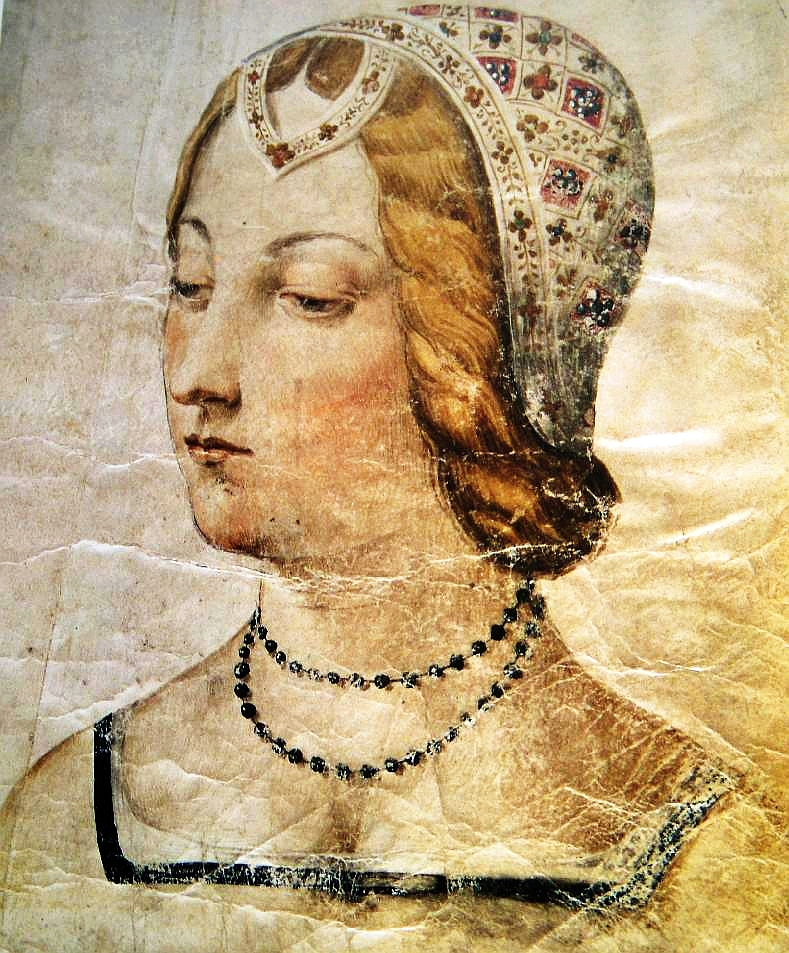
Laura de Noves

Laura de Noves (Avinhão, 1310 – 1348) foi a esposa do Conde Hugues de Sade (ancestral do Marquês de Sade). Ela possivelmente foi a Laura sobre quem o poeta humanista Petrarca escreveu diversas vezes; contudo, ela nunca foi positivamente identificada como tal.

## Biografia
Nascida seis anos após Petrarca, em Avinhão, era filha do cavalheiro Audiberto de Noves e sua esposa Ermessenda. Ela se casou com a idade de 15 anos a 16 de janeiro de 1325. Petrarca a viu pela primeira vez dois anos depois, no dia 6 de abril de 1327, uma Sexta-Feira-Santa, durante a Missa de Páscoa na igreja de Santa Clara de Avignon.
Não se sabe muito mais sobre ela além de que teve uma grande prole, era uma esposa virtuosa, e morreu em 1348. Após aquele primeiro encontro com Laura, Petrarca passou os próximos três anos em Avignon cantando seu amor puramente platônico, e perseguindo Laura na igreja e em seus passeios. Após este período Petrarca deixou Avignon e foi para Lombez (um departamento francês em Gers), onde ocupou o cargo de cônego oferecido pelo Papa Bento XII. Seu possível túmulo teria sido localizado pelo poeta francês Maurice Scève, em 1533.
Em 1337 ele voltou para Avignon e comprou uma pequena propriedade em Vaucluse, para estar perto de sua querida Laura. Então nos três anos seguintes ele escreveu numerosos sonetos em seu louvor. O Canzoniere (Cancioneiro) de Petrarca é a obra que contém seus poemas na tradição trovadoresca do amor cortês, que tiveram grande papel na formação do italiano como idioma literário - bem como popularizou uma nova forma de soneto, que passou a chamar-se soneto petrarquiano. Anos depois da morte dela o poeta escreveu Trionfi (Triunfos), uma alegoria religiosa onde Laura é idealizada.